# Hohler Fels
Die Karsthöhle Hohler Fels liegt etwa einen Kilometer östlich des Stadtkerns von Schelklingen im baden-württembergischen Alb-Donau-Kreis in Deutschland.
Sie ist seit dem 19. Jahrhundert einer der bedeutendsten archäologischen Fundplätze des Jungpaläolithikums in Mitteleuropa. Seit der Zeit ist außerdem der zusammengeschriebene Name Hohlefels belegt, neuerdings auch getrennt und ohne Deklination des Adjektivs als Hohle Fels (vgl. Absatz Namensgeschichte).
Die Höhle besteht aus einem 30 Meter langen Gang und der darauffolgenden Halle, aus der zu beiden Seiten ein jeweils etwas über 20 m langer Gang auszweigt. Die Höhlenhalle ist mit bis zu 30 m Höhe, 500 m² Grundfläche und einem Rauminhalt von 6000 m³ eine der größten der Schwäbischen Alb. Aufgrund der charakteristischen Form wird der Hohle Fels als Backofenhöhle bezeichnet. Der Eingang liegt 534 m ü. NHN in einem Schwammstotzen des Weißen Jura, am rechten Hangfuß des heutigen Achtals.
2017 wurde die Höhle als Bestandteil der Weltkulturerbestätte Höhlen und Eiszeitkunst der Schwäbischen Alb in die Liste des UNESCO-Welterbes aufgenommen.
Der Hohle Fels ist als herausragendes Geotop seit 2017 als Geopoint des UNESCO Geoparks Schwäbische Alb ausgezeichnet.

## Forschungsgeschichte

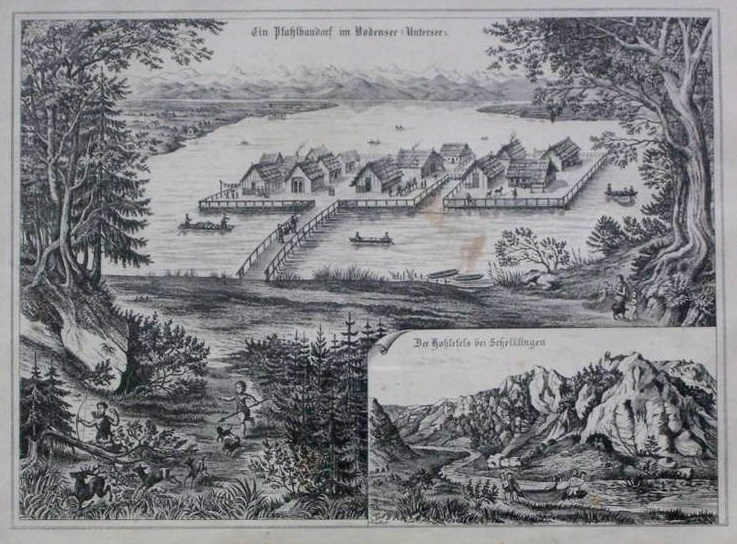
Der „Hohlefels“ (unten rechts), spätes 19. Jahrhundert

1830 stieß der Töpfer Karl Friedrich Rixinger in der Höhle beim Graben nach Lehm und Tonerde auf Knochen von Höhlenbären, die er ohne Fundortangabe dem Ulmer Kreisforstrat Friedrich von Mandelsloh, einem passionierten Sammler von paläontologischen Fundstücken der Alb, verkaufte.
1844 verwertete Georg Reichenbach, Baumwollfabrikant in Urspring, Fledermausguano und andere Ablagerungen aus der Höhle in größerem Umfang als Dünger. Ohne Kenntnis davon ließ Oscar Fraas vom Königlichen Naturalienkabinett 1870 den Höhlenlehm untersuchen. Infolge des hohen Gehalts an verwittertem organischen Material (Guano, Knochen) stellte er einen Phosphatanteil von rund 19 Prozent fest. „Dies ist soviel, daß das Material wohl von Düngerfabriken verwendet werden kann.“
Eine Grabung von Oscar Fraas und Pfarrer Josef Hartmann erbrachte 1870/71 Reste von Höhlenbär, Ren, Mammut und Wildpferd. Der Anthropologische Verein führte 1872 zusammen mit dem Gründer der Berliner Gesellschaft für Anthropologie, Ethnologie und Urgeschichte, Rudolf Virchow, am Rande einer Tagung eine Begehung der Höhle durch. Im Vorfeld der Tagung wurde die Höhle mit einem Gittertor versperrt und mit Holztreppen und -stegen begehbar gemacht. Die Tagungsteilnehmer durften sich aus den Funden der Grabung von 1870/1871 Souvenire mitnehmen. Die restlichen Funde, ein ganzer Eisenbahnwaggon voll, wurden ins Königliche Naturalienkabinett nach Stuttgart gebracht.
Später ordnete der Tübinger Prähistoriker Robert Rudolf Schmidt die bei der Grabung von Oscar Fraas gefundenen Werkzeuge dem Aurignacien und Magdalénien (jüngere Altsteinzeit) zu. Im Jahre 1906 untersuchte Schmidt die Höhle nochmals, jedoch ohne auf archäologische Schichten zu treffen.
1958 bis 1960 führten Gertraud Matschak und Gustav Riek archäologische Grabungen durch. Im Jahre 1966 wurde die Höhle durch Bernhard Mangold, Andreas Pöhler und Helmut Frank vermessen. Ab 1977 erfolgten Ausgrabungen durch das Institut für Urgeschichte der Universität Tübingen unter Leitung von Joachim Hahn († 1997), die vom Landesamt für Denkmalpflege Baden-Württemberg und zeitweilig durch den Sonderforschungsbereich 53 der Universität Tübingen finanziert wurden.
Seit 1997 werden die jährlichen Grabungen von Nicholas Conard (Universität Tübingen) geleitet. Insgesamt wurden aus der Höhle bis heute mehr als 80.000 Steinwerkzeuge und fast 300 Schmuckstücke geborgen.

## Archäologische Funde

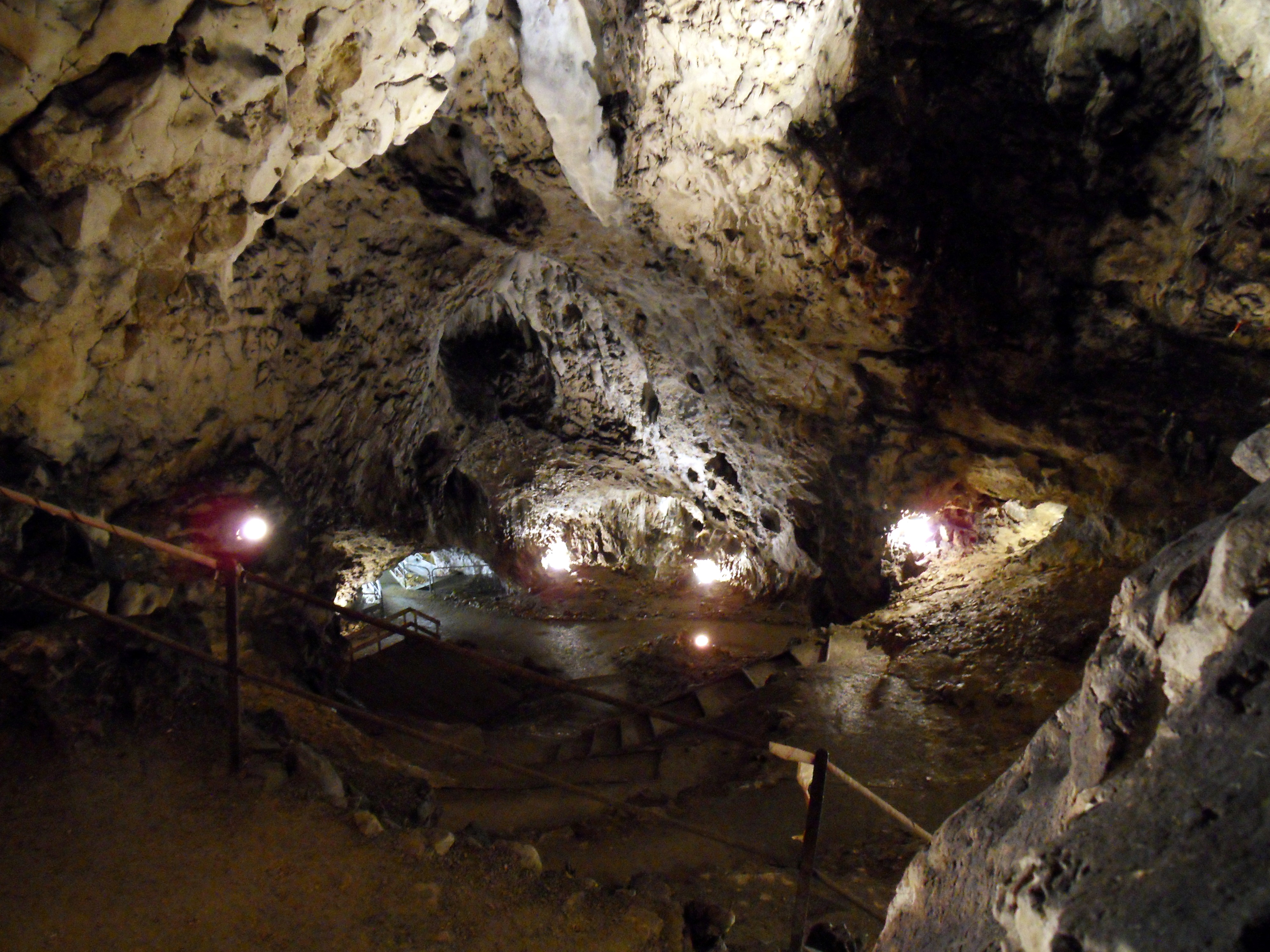
Haupthalle

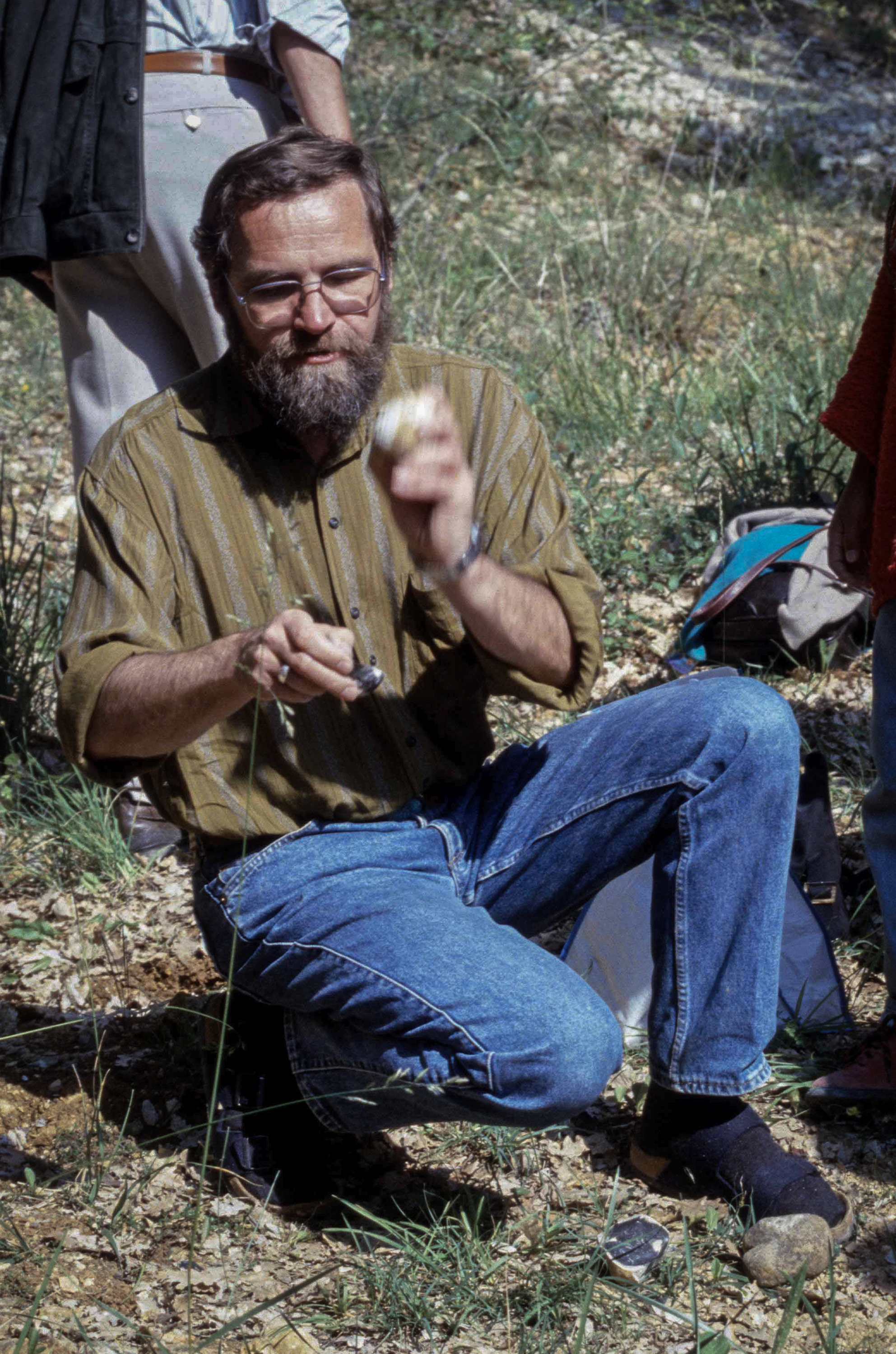
Ab 1977 grub Joachim Hahn systematisch in der Höhle, brachte viele Funde zu Tage und dokumentierte seine Forschungsarbeit

### Mittelpaläolithikum
Im Juli 2021 wurde von Nicholas Conard und Kollegen der Universität Tübingen der Fund einer mindestens etwa 65.000 Jahre alten Blattspitze aus Feuerstein (Hornstein) aus der Hohle-Fels-Höhle bekannt gegeben. Diese könnte Teil einer Stoßlanze für die Großwildjagd gewesen sein; d. h. ein Beleg dafür, dass die Neandertaler dazu in der Lage waren.

### Aurignacien
Die jungpaläolithische Kleinkunst aus dem Aurignacien der Schwäbischen Alb gilt zugleich als die älteste figurative Kunst der Menschheit. Neben dem Hohlen Fels stammen diese sämtlich aus Mammutelfenbein geschnitzten Kunstwerke außerdem aus dem nahe gelegenen Geißenklösterle, sowie aus der Vogelherdhöhle und dem Hohlenstein im Lonetal. In den letzten Jahren gelangen mehrere spektakuläre Funde in den unteren Aurignacien-Schichten des Hohlen Fels, die zu den ältesten Kunstwerken der Menschheit gehören:
- im Jahre 1999 ein 3,6 cm großer Pferdekopf aus Mammut-Elfenbein;[8]
- 2001/02 ein in zwei Teilen gefundener, 4,7 cm großer Wasservogel aus Elfenbein;[8]
- 2002 eine 2,5 cm große menschliche Gestalt aus Elfenbein. Diese trägt möglicherweise einen Felidenkopf, daher die Bezeichnung „Löwenmenschle“[8] (in Anlehnung an den Löwenmensch vom Hohlensteinstadel);
- 2008 in der Schicht V (älteres Aurignacien) die 6 cm große „Venus vom Hohlefels“ mit einem Mindestalter von 32.000 BP (entspricht mindestens 35.000 cal BC), neben der Venus vom Galgenberg die bisher älteste geborgene Venusfigurine der Menschheit.
- 2008 wurde in der Schicht Va die Gänsegeierflöte vom Hohlefels, eine fast vollständige Flöte aus der Speiche eines Gänsegeiers, gefunden. Die Knochenflöte ist auf einer Länge von 21,8 cm erhalten und hat einen Durchmesser von etwa 0,8 cm. Die Aurignacien-Schicht Va ist auf mindestens 35.000 cal BC zu datieren.[9][10] Zwei weitere Flötenbruchstücke (Flöte 2 und 3) sind aus Mammutelfenbein, wahrscheinlich in derselben Technik wie Flöte 3 vom Geißenklösterle, hergestellt worden.[9]
- 2015 wurde der Fund zweier Elfenbeinbruchstücke aus den laufenden Grabungen vermeldet, die einer zweiten Venusfigurine zugeschrieben werden.[11][12]
- 2017 wurde der Fund von 40 Perlen aus Mammutelfenbein bekannt gegeben.[13] Die Perlen wurden in allen Stadien des Herstellungsprozesses entdeckt, vom Rohling bis zum getragenen Stück.
- 2019 wurde ein Werkzeug („Reibestein“) gefunden, mit dem Farbpigmente zerrieben wurden. Hauptsächlich handelt es sich um mineralische Farben aus rotem oder gelbem Ocker sowie Rötel. Der Fund gilt deshalb als besonders wichtig, weil Wandmalereien in deutschen Höhlen kaum eine Rolle spielen.[14]

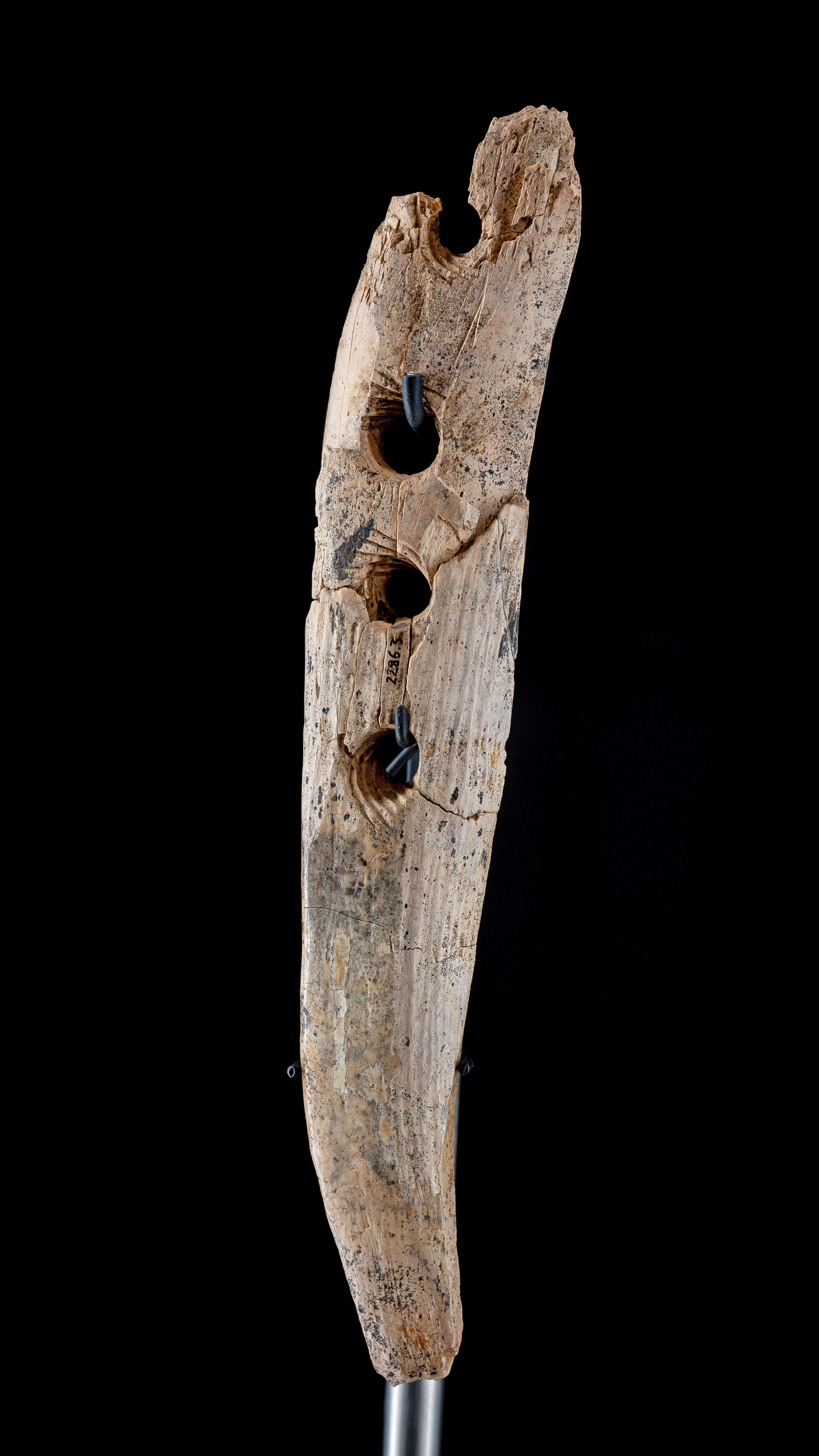
Lochstab aus Mammutelfenbein zur Seilherstellung

- 2024 wurde ein vierfach durchbohrter Lochstab aus Mammut-Elfenbein wissenschaftlich beschrieben, von dem bereits im August 2015 insgesamt 15 zusammengehörige Fragmente entdeckt worden waren. Die Rekonstruktion des 20,4 cm langen, 3,6 cm breiten und 1,5 cm dicken Stabs sowie Experimente zu seiner Nutzung ergaben, – gestützt durch Anhaftungen von Pflanzenfasern und feine Riffelungen an seiner Oberfläche – dass es sich vermutlich um ein Werkzeug zum Verdrillen von Fasern zu einem Seil handelt.[15]
- 2024 wurde ein 5,9 Zentimeter langes Figürchen aus Mammutelfenbein gefunden, das als Darstellung eines Fischotters gedeutet wird. (Der Kopf ist nicht erhalten.)[16][17]

Neben dem Pferdekopf, dem Wasservogel und der Venusfigur werden in der Dauerausstellung des Urgeschichtlichen Museums Blaubeuren auch die Funde der Flöten vom Hohlefels und vom Geißenklösterle gezeigt.

### Gravettien

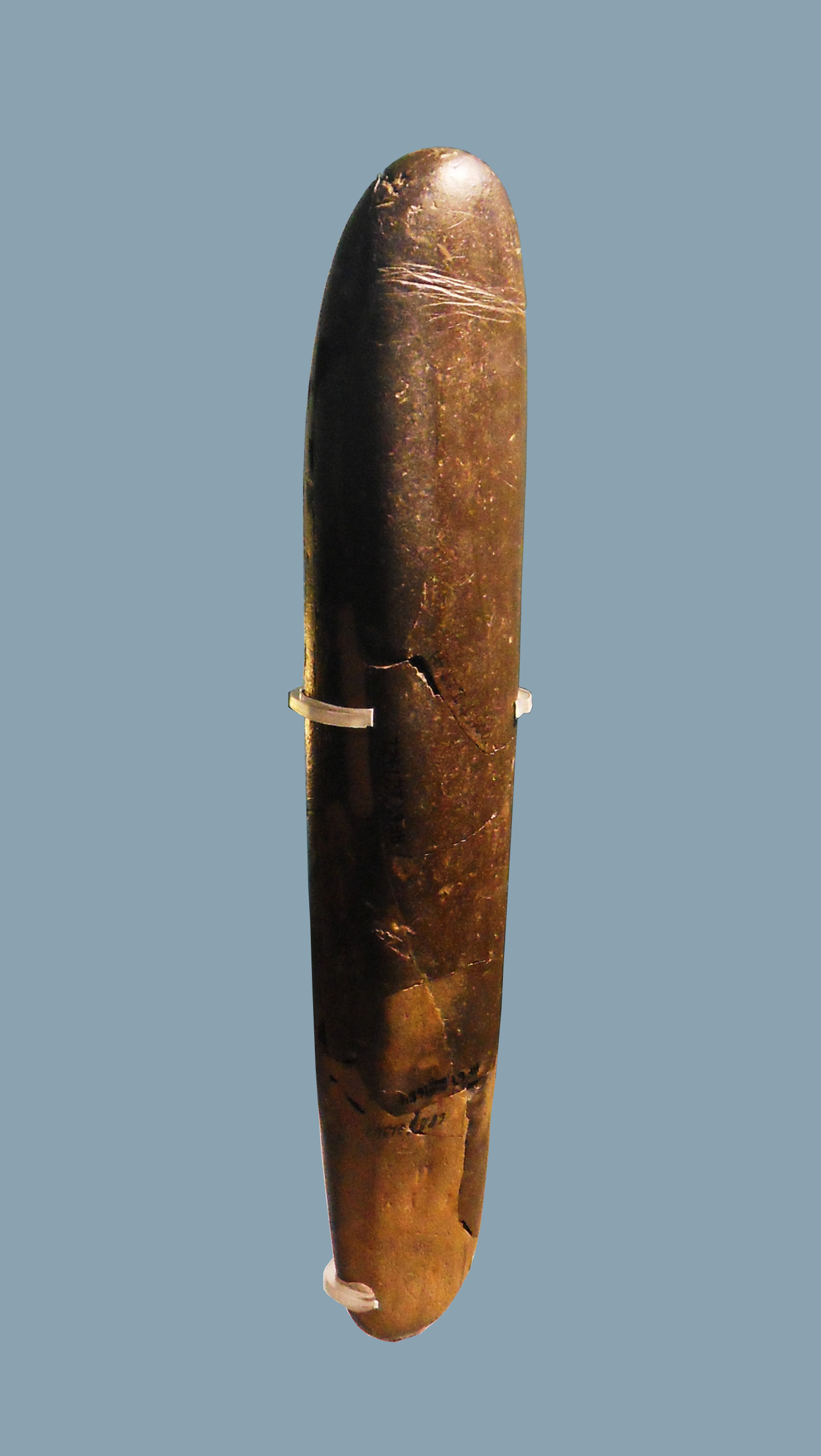
Der Phallus von Schelklingen, der dem Gravettien zuzuweisen ist

Der Hohle Fels war während der Würmeiszeit zeitweise Winterruheplatz für Höhlenbären. In Fundschichten des Gravettiens konnte der bislang einzige direkte Beweis der Jagd auf diese Tiere erbracht werden: Eine Projektilspitze aus Feuerstein wurde im Brustwirbel eines Höhlenbären steckend gefunden. Der Höhlenbär wurde vermutlich während seiner Winterruhe in der Höhle erlegt. An anderen Höhlenbärenknochen aus den untersuchten Sedimenten wiesen Archäologen charakteristische Schnittspuren nach, die alle Stadien der Zerlegung der Tierkörper dokumentieren.
Im Jahre 2005 wurde in den Gravettien-Fundschichten ein Retuscheur aus Kieselstein gefunden, der „Phallus von Schelklingen“.

### Magdalénien
Auch in jüngeren Fundschichten traten verzierte Objekte aus dem Genre der jungpaläolithischen Kleinkunst zutage. Ein besonders gut erhaltenes Kalksteinfragment mit roter Punktbemalung wurde im Jahre 1998 gefunden. Es stammt aus der Schicht GH 1k und damit aus dem oberen Magdalénien. Das Stück ist 7,6 cm groß und weist auf der gewölbten Oberseite zwei Doppelreihen von aufgemalten roten Punkten auf, die nach Aussage der Autoren aus Ocker (also einem Farbstoff auf Limonit-Basis) bestehen. Bei den Ausgrabungen im Sommer 2009 wurden vier weitere bemalte Steine gefunden, davon einer mit zwei vollständigen Doppelpunktreihen und einer fragmentarisch erhaltenen Punktreihe (Schicht AH Ia), ein anderer Stein (Schicht AH I) wies verschwommene rote Flecken auf. Zusätzlich wurden in den oberen Magdalénien-Schichten auch Farbstücke gefunden: in Schicht AH Ic ein Stück Hämatit, in Schicht AH Ib ein Stück Rötel. Das lässt darauf schließen, dass es sich bei sämtlichen roten Farbaufträgen um Rötel bzw. Hämatit handelt, die als Minerale in Karstspalten der Alb natürlich vorkommen.
Die bemalten Objekte aus dem Hohlen Fels wurden von November 2011 bis Februar 2012 im Museum der Universität Tübingen in einer Ausstellung mit dem Titel „Bemalte Steine – das Ende der Eiszeitkunst auf der Schwäbischen Alb“ gezeigt. Gleich alte Funde mit nahezu identischer Punktbemalung gibt es in Süddeutschland aus der Oberen Klausenhöhle im Altmühltal und aus der „Kleinen Scheuer“, der mittleren Halbhöhle des Hohlensteins. Weit ältere Farbaufträge gibt es auf Steinen vom nahe gelegenen Geißenklösterle, zum Beispiel einen dreifarbig (schwarz, rot und gelb) bemalten Stein aus der Aurignacien-Schicht IIb. Im Geißenklösterle bestehen die roten Farbaufträge aus Hämatit, die gelben aus Limonit.
Vor den Funden des Hohlen Fels galten aus Gagat gefertigte Frauenstatuetten des Petersfels als bedeutendste Objekte des süddeutschen Magdalénien.

## Namensgeschichte

Messtischblatt 7624 (Schelklingen), Ausgabe 1912

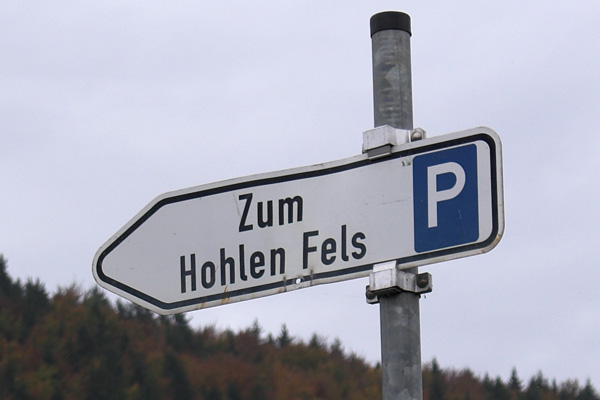
Wegweiser im Achtal

Die Höhle heißt seit der Oberamtsbeschreibung von Blaubeuren im 19. Jahrhundert Hohler Fels, was in amtlichen topographischen Karten beibehalten wurde. Zugleich ist seit dem 19. Jahrhundert die mundartliche Variante Hohlefels in Zusammenschreibung geläufig, die von Archäologen des 20. Jahrhunderts gleichrangig verwendet wurde. Ein Dilemma besteht in der Häufigkeit beider Bezeichnungen Hohler Fels bzw. Hohlefels im Gebiet der Schwäbischen Alb und Frankenalb, was die Verwechslungsgefahr mit archäologischen Fundplätzen gleichen Namens mit sich bringt (zum Beispiel Hohler Fels bei Happurg, Hohlefels bei Hütten im Schmiechtal). Die historisch tradierte Zusammenschreibung Hohlefels wurde jedoch bis in die 1990er Jahre zunehmend zum Erkennungsmerkmal des Hohlen Felsens im Achtal und meistens in den Publikationen verwendet.
Zu Beginn der 1990er Jahre kam in Publikationen des Tübinger Instituts für Ur- und Frühgeschichte vereinzelt die Schreibweise Hohle Fels als undeklinierter Eigenname auf, um in der Bezeichnung ein Alleinstellungsmerkmal zu erzeugen. Mit der Grabungsleitung durch Nicholas J. Conard im Jahre 1997 wurde diese Schreibung für Publikationen des Tübinger Instituts als verbindlich festgelegt. Spätestens seit der Einführung des Eigennamens „Venus vom Hohle Fels“ durch das Tübinger Institut wird diese Schreibweise auch in Pressemitteilungen der Universität Tübingen verwendet und von Teilen der Medien übernommen, obwohl das einer topographischen Umbenennung gleichkommt.
Auch das Landesamt für Denkmalpflege verwendet diese Schreibweise.
In der digitalen topographischen Karte des LUBW wird die Höhle als Hohle Fels bezeichnet.

## Sonstige Nutzung
Schon bald nach der Ausgrabung von 1870/71 fanden die ersten Höhlenfeste statt, seit dem beginnenden 20. Jahrhundert wurde der Höhlenraum in größeren Zeitabständen auch beleuchtet. Während des Zweiten Weltkrieges diente die Höhle der Wehrmacht als Bunker und Lager für Feuerwehrspritzen der Firma Klöckner-Humboldt-Deutz.
Von örtlichen Vereinen und der Stadtverwaltung getragene Höhlenfeste werden seit 1950 alljährlich durchgeführt. Seit längerer Zeit finden wegen der guten Akustik gelegentlich Höhlenkonzerte und Tonaufnahmen statt.

## Die Hohler Fels Flöte als Inspirationsquelle
Der kanadische Komponist Todd Harrop schrieb ein Duo für Flöte und Halb-Klarinette unter dem Titel Hohler Fels.